# لانگتانگ لیرونگ
لانگتانگ لیرونگ (انگلیسی: Langtang Lirung) بلندترین قله هیمال لانگتانگ است که زیررشته‌ای از کوه‌های هیمالیا در نپال به‌شمار می‌رود. این قله در جنوب‌غربی کوه هشت هزار متری شیشاپانگما قرار دارد.
نخستین صعود این کوه در ۲۴ اکتبر ۱۹۷۸ توسط دو کوهنورد ژاپنی و از مسیر خط‌الرأس شرقی آن انجام شد. نخستین صعود زمستانه این قله نیز در ۳ ژانویه ۱۹۸۸ توسط کوهنوردان لهستانی صورت گرفت.
در ۲۵ آوریل ۲۰۱۵، زمین‌لرزه‌ای با بزرگی ۷٫۸ در نپال روی داد که باعث ایجاد زمین‌لغزش در لانگتانگ لیرونگ شد. در روستای لانگتانگ گه مستقیماً بر روی مسیر زمین‌لغزش قرار داشت، ۲۴۳ نفر کشته شدند.